# Nathan Fake
Nathan Fake  (Norwich, 1 maart 1983) is een Britse producer van dancemuziek. Hij werd aanvankelijk bekend als onderdeel van de Border Community die zich onderdeel is van de progressive-house-stroming. Later deed hij ook uitstapjes richting de ambient house, minimal techno en intelligent dance music. Hij is het meest bekend door het nummer The Sky was Pink (2004), dat door een remix van James Holden een hit werd.

## Biografie
Nathan Fake groeit op in Norwich en begint met produceren in zijn tienerjaren. Hij luistert graag naar muziek van The Prodigy, Orbital en Aphex Twin. Zijn eerste instrument is een Casio-keyboard dat hij als cadeau voor kerstmis krijgt. Wanneer Fake gaat studeren, voert het produceren van muziek al zo snel de boventoon, dat hij in het tweede jaar stop. Als hij twintig is stuurt hij een demo naar Border Community-label van James Holden. Holden is enthousiast over de demo en vraagt Fake een definitieve versie te maken die dan op het label kan verschijnen. Hij is daarmee de eerste artiest buiten Holden zelf die er iets uitbrengt. De demo is de basis geweest voor het nummer Outhouse (2003). Het is een direct succes met zijn spookachtige progressive-house-geluid en wordt een populaire track. Eveneens succesvol is opvolger The Sky was Pink (2004). Vooral de broeierige remix van James Holden groeit uit tot een beeldbepalende plaat van dat tijdperk. Het geluid wordt ook wel als neoprog bestempeld. In 2006 brengt Fake zijn debuutalbum uit. Hij verlaat daarbij echter de dansvloergerichte muziek en begeeft zich meer op het pad van de ambient house en intelligent dance music, waardoor Drowning in a Sea of Love vooral een luisterplaat wordt. Het album wordt goed ontvangen en Mixmag zet het op de tweede plek van de lijst van beste albums van 2006.
Opvolger Hard Islands (2009) is meer gericht op de dansvloer en haakt in op de populariteit van minimal techno. Ook op Steam Days (2012) laat hij dit geluid horen. De jaren daarna is het wat rustiger. Hij neemt de tijd om het label Cambria Records op te zetten. Bovendien kampt hij met depressiviteitsklachten. Wanneer hij in 2015 een remix maakt van Draft Culture van Dorian Concept, komt hij in beeld van het Ninja Tune-label en verlaat hij Border Community. Daar verschijnt in 2017 zijn experimenteelste werk met het intelligent dance music-album Providence. Op de leidende single Degreelessnes werkt hij samen met producer Dominick Fernow. Er is ook voor het eerst een vocale bijdrage van zangeres Raphaelle Standell-Preston, van de Canadese band Braids. Het album BIizzards, dat op zijn eigen label verschijnt, in 2020 is echter weer een terugkeer naar het vertrouwde dansvloergerichte geluid.

## Discografie

### Albums
- Drowning in a Sea of Love (2006)
- Hard Islands (2009)
- Steam Days (2012)
- Providence (2017)
- Blizzards (2020)